# Xarxa de transport
Una xarxa de transport és la infraestructura que permet transferir informació entre punts de comunicació de manera bidireccional o unidireccional, de forma transparent a la capa superior. Transmet dades de servei (com veu, vídeo o trànsit IP) i també informació de control de xarxa, senyalització i operacions de manteniment.

## Tecnologies i arquitectura actuals
Avui en dia, les xarxes de transport es basen en tecnologies com:
- MPLS (Multiprotocol Label Switching), per crear rutes eficients i proporcionar VPNs i Qualitat de Servei (QoS).

- DWDM (Dense Wavelength Division Multiplexing), per multiplexar centenars de canals de fibra òptica.
- FTTH (Fiber To The Home), per a connexions d'accés d’ample de banda.
- SDN/NFV (Software‑Defined Networking / Network Functions Virtualization), que separen el pla de control i dades, facilitant gestió per programari.
- Enllaços de transmissió addicionals poden incloure sistemes radioelèctrics de última generació, com microones i 5G.

Aquestes infraestructures es desenvolupen sobre una xarxa troncal multiservei, suportada per fibra òptica, enllaços terrestres i sistemes virtualitzats, cooperant sovint entre diversos operadors.

## Importància del model de xarxa
Atès que són infraestructures àmplies i complexes, és fonamental disposar d’un model de xarxa estratificat amb entitats funcionals definides (xarxes per capes, subxarxes, enllaços). Això facilita:
1. Gestió i operació modularitzada per capa.
2. Encaminament eficient entre diferents dominis d’administració.
3. Adaptació i virtualització dins d’una jerarquia de nivells de servei.

## Components topològics
- Xarxa de capa: Conjunt d’elements (punts o ports) que s’associen per intercanviar informació característica d’una capa específica. L’associació i gestió es realitza a aquesta capa, que inclou diverses subxarxes i enllaços.

- Subxarxa: Subconjunt de punts de connexió dins d’una capa, que pot subdividir-se jeràrquicament. El nivell més baix pot correspondre a un equip individual amb múltiples ports de connexió.
- Enllaç: Connecta punts en dues subxarxes veïnes, permetent flux de dades entre elles. Es basa en els mitjans de transmissió (fibra, ràdio, etc.).

## Entitats de transport
- Connexió de xarxa: ruta transparent dins d’una capa (amb punts d’entrada i sortida —TCP—), composta per connexions de subxarxa i enllaç.
- Connexió de subxarxa: ruta dins d’una subxarxa, definida entre el seu límit de punts de connexió.
- Connexió d’enllaç: ruta entre dues subxarxes sobre un enllaç.
- Camí: flux punt a punt com a agregació de connexions de xarxa, amb informació addicional de supervisió (integritat).

## Funcions de transport
- Adaptació: transforma el senyal o dades d’una capa superior a una forma compatible amb la capa inferior (codificació, multiplexació, control de velocitat...).
- Terminació de camí: inclou els mecanismes per inserir i supervisar informació de control dins el camí (pèrdua, retards, errors).

## Punts de referència
- AP (Punt d'accés sense fils) actua com a passarel·la entre dispositius sense fils i la xarxa cablejada. Defineix els límits funcionals entre la xarxa d’accés i capes superiors del model OSI. Controla l’associació de clients i gestiona l'enviament del trànsit Wi-Fi cap a la xarxa troncal.
- CP (Punt de terminació de xarxa) delimita els extrems d’una subxarxa o domini d’enllaç. Marca on una entitat d’una capa accedeix als serveis de la capa inferior. És essencial en la segmentació i en la definició d’interfícies entre tecnologies diferents.
- TCP (Transmission Control Protocol) proporciona una connexió fiable i orientada a flux entre dos punts finals de comunicació. Gestiona la segmentació, l'ordenació i la retransmissió de dades a nivell de transport. Els punts finals TCP es defineixen per adreça IP i port, assegurant una sessió controlada d’extrem a extrem.

## Subdivisió i estratificació
- La xarxa de transport es compon de capes connectades en relació client‑servidor.
- Cada capa es pot subdividir per millorar l’arquitectura i manteniment.
- Les capes no estan vinculades administrativament, permetent millores independents.
- L’estratificació separa funcions i gestió per tipus de servei:
  - Capes de circuit: commutació de circuits o arrendaments.
  - Capes de camí: rutes de transport entre terminals.
  - Capes de mitjans de transmissió: fibre i ràdio (objecte de DWDM, etc.).

## Exemples actuals de xarxes

#### MPLS IP
Una xarxa MPLS (Multiprotocol Label Switching) és una infraestructura troncal utilitzada per operadors i entitats públiques per gestionar grans volums de trànsit de manera eficient, segura i escalable. MPLS encapsula paquets IP amb etiquetes (labels) per permetre un encaminament ràpid i controlat, evitant càlculs de ruta tradicionals.

##### Característiques
- VPN (Virtual Private Networks): permet crear xarxes virtuals separades dins la mateixa infraestructura física.
- QoS (Qualitat de Servei): assignació de prioritats al trànsit (per exemple, veu i vídeo tenen més prioritat que correu electrònic).
- Redundància i recuperació: protecció ràpida contra falles de camins (Fast Reroute).
- Ús en governs, operadors i grans empreses, sovint com a nucli de serveis de connectivitat metropolitana, regional o internacional.

#### Xarxa DWDM multimòdul
La tecnologia DWDM (Dense Wavelength Division Multiplexing) permet multiplicar la capacitat d’una sola fibra òptica transmetent múltiples senyals lluminoses de diferents longituds d’ona de manera simultània.

##### Característiques
- Multimòdul: diversos nodes (mux/demux, amplificadors, ROADMs) formen una xarxa flexible de llarga distància.
- Capacitats extremes: fins a desenes de Tbit/s per fibra, amb canals de 10, 100 o 400 Gbit/s.
- Enllaços interurbans, internacionals i transoceànics, sovint per interconnectar centres de dades o punts neutres d’intercanvi.
- Suport per a serveis com transmissió de vídeo massiva, serveis cloud, trànsit IP d’alt volum o serveis financers d’ultra baixa latència.

#### Xarxa FTTH
La xarxa FTTH (Fiber To The Home) proporciona connexió directa de fibra òptica des de la central d’operador fins al domicili o local de l’usuari final.

##### Característiques
- Capacitat simètrica o asimètrica, amb velocitats habituals d’1 Gbit/s o superiors.
- Arquitectura PON (Xarxa òptica passiva) o P2P (Xarxa punt a punt).
- Permet serveis triple play (Internet, veu i televisió) i connexions d’alt rendiment per teletreball, videoconferència o jocs en línia.
- Alta eficiència energètica, baix manteniment i latència mínima.

#### Xarxa troncal 5G / Backhaul
Les xarxes troncals mòbils 5G connecten les estacions base (gNodeB) amb el nucli de la xarxa (core 5G), mitjançant la xarxa de backhaul.

##### Característiques
- Backhaul per fibra òptica o ràdioenllaços de microones/mil·limètriques.
- Necessitat de baixíssima latència (<1 ms) i alt ample de banda (10+ Gbit/s).
- Gestió dinàmica de xarxa mitjançant slicing: diversos segments virtuals sobre la mateixa infraestructura per a usos diferenciats (vehicles autònoms, IoT industrial, salut...).
- Xarxa multiaccess edge computing (MEC) per processar dades prop de l’usuari, descarregant el core.

#### Xarxes SDN / NFV en centres de dades i col·locacions
Els centres de dades moderns i instal·lacions de col·locació (on operadors intercanvien trànsit o allotgen equips) utilitzen tecnologies SDN (Software Defined Networking) i NFV (Network Functions Virtualization).

##### Característiques
- Separació del pla de control i dades: la intel·ligència de la xarxa es troba centralitzada (controlador SDN), mentre que els equips d'enrutament/switching només executen ordres.
- Virtualització de funcions com tallafocs, equilibradors de càrrega o gateways, anteriorment dependents d’equips físics (NFV).
- Automatització de la configuració, escalabilitat i flexibilitat per adaptar-se a serveis en temps real.
- Fonamental per a serveis cloud, interconnexió d’operadors, proves A/B, o entorns multitenant.